# Bateria nad Pasterką
Bateria nad Pasterką (niem. Batterie bei Passendorf) – pruski fort drewniano-ziemny zbudowany na przełomie 1790/1791 w okolicach Pasterki na ziemi kłodzkiej.

## Powstanie fortu
Związanie sił austriackich w 1779 w czasie wojny o sukcesję bawarską przy oblężeniu Fortu w Szalejowie Górnym uchroniło Prusaków przed atakiem na Twierdzę Kłodzką. Obawa przed podobnym atakiem wpłynęła na podjęcie na początku 1790 decyzji o budowie linii umocnień po wewnętrznej stronie grzbietu Gór Stołowych i Bystrzyckich. 27 lipca 1790 podpisano konwencję dzierżoniowską, która doprowadziła do zawieszenia broni między Prusami a Austrią. Pomimo tego budowę fortyfikacji na ziemi kłodzkiej postanowiono kontynuować. Król Fryderyk Wilhelm II, ponadto młody książę pruski i następca tronu Fryderyk Wilhelm III oraz pruscy generałowie wielokrotnie wizytowali budowę fortów, co świadczy o wadze, jaką do tego przywiązywali. Franz Pabel poprowadził wówczas na Szczeliniec Wielki najpierw następcę tronu, a kilka dni później, 10 sierpnia 1790, samego króla.
W owym czasie zbudowano na ziemi kłodzkiej kilkanaście umocnień, w tym najbardziej znane forty z grupy zachodniej, związane logistycznie z Twierdzą Kłodzką, zlokalizowane przy zachodniej granicy ziemi kłodzkiej w osi północny zachód – południowy wschód i tak (poza Baterią nad Pasterką) są to: Fort Karola na Ptaku, Fort na Szczytniku ponad Szczytną (później zbudowano tam Zamek Leśna), Fort Fryderyka przy Kamiennej Górze, Fort Wilhelma koło Huty. W Karłowie pracami kierował major Bonaventura von Rauch (1740–1814), z pochodzenia Bawarczyk, który po wywiązaniu się z tego zadania przeorganizował pruską szkołę inżynierów wojskowych będąc w latach 1796–1806 jej pierwszym komendantem.

## Opis fortu
Bateria nad Pasterką położona jest na zboczu Szczelińca Małego, niedaleko dawnego kamieniołomu. Pochodzi z lat 1790–1792, miała ostrzegać przed atakiem sił austriackich za pomocą ognia, lub strzałem z armaty, słyszalnym w Forcie Karola odległym o 1,9 km i była użytkowana do 1798, kiedy wskutek oszczędności zlikwidowano jego obsadę. Bateria miała wymiary 30 na 45 m. Szerokość murów przednich – 1,75 m, tylnych 0,5 m. Wymiary boku dziedzińca – 11 m, powierzchnia niemal 130 m²; platforma baterii miała powierzchnię 25 m². Prawdopodobnie uległa naturalnemu zniszczeniu po 1813.
W 1803 jej plan wyrysował porucznik inżynier C.J. von Humbert, być może dla celów dydaktycznych Szkoły Inżynierów Wojskowych w Poczdamie. W schemacie tego dzieła fortyfikacyjnego bardzo wyraźnie widoczne są dwie różne koncepcje budowy fortyfikacji: zgodnie ze starszym, bastionowym zbudowano elementy obrony przeciwpiechotnej od strony wewnętrznej oraz, już zgodnie z nowym systemem fortyfikacji poligonalnej, dwie kaponiery osłaniające zarówno obniżające się w stronę doliny przedpole, jak i po drugiej stronie zasieki na drogach dojazdowych. Kaponiera była połączona z wnętrzem obiektu przejściem (poterną) pod wałem. Kaponiery przykrywały kazamaty służące jako magazyn lub stanowisko obronne w czasie wojny. Na dziedzińcu zlokalizowano działobitnię, czyli stanowisko ogniowe baterii. Bateria była wyposażona w dwa sześciofuntowe działka.